# 星空のページェント (アルバム)
『星空のページェント』（ほしぞらのページェント）は、1986年8月1日に発売された日本のフォークデュオ、ふきのとうの12thアルバム。英題は『THE PAGEANT OF A STARRY NIGHT』（ザ・ページェント・オブ・ア・スターリー・ナイト）。

## 概要
- アルバムと同タイトルシングル「星空のページェント」とシングルカットされた「ココナッツ・ムーン」が収録されている。
- この頃から、山木康世と細坪基佳の間に亀裂が入り始めた。楽曲・歌唱力双方で力をつけてきた細坪と、「あくまで自分の曲を細坪が歌うことがふきのとうのスタイルである」とこだわった山木との考えの違いが大きくなっていったことが要因である。その現れとして、プロデューサーに、当時甲斐バンドや中島みゆきなどの編曲を担当していたチト河内を迎え、サウンドはシティ・ポップ風味にアレンジされ、窪田晴男やJake H. Concepcionなどのスタジオ・ミュージシャンを起用されており、かつてのふきのとうの楽曲とは一線を画するものとなった。

## 批評
『CDジャーナル』は、「時は移り世の中は変わろうとも、リリシズムあふれる彼らのメロディは日本人の琴線を心地よく刺激してくれる。チト河内をアレンジャーに迎えた分、外見は変わったが心は昔通り。」と批評した。

## 収録曲
| #         | タイトル               | 作詞      | 作曲      | 編曲      | 時間  |
| --------- | ---------------------- | --------- | --------- | --------- | ----- |
| 1.        | 「星空のページェント」 | 山木康世  | 山木康世  | チト河内  | 4:26  |
| 2.        | 「木の葉が風に」       | 細坪基佳  | 細坪基佳  | チト河内  | 5:10  |
| 3.        | 「忘れじの春」         | 山木康世  | 山木康世  | チト河内  | 4:50  |
| 4.        | 「Twilight」           | 細坪基佳  | 細坪基佳  | チト河内  | 5:29  |
| 5.        | 「汽車は夕陽を」       | 細坪基佳  | 細坪基佳  | チト河内  | 4:46  |
| 合計時間: | 合計時間:              | 合計時間: | 合計時間: | 合計時間: | 24:41 |

| #         | タイトル               | 作詞      | 作曲      | 編曲                                 | 時間  |
| --------- | ---------------------- | --------- | --------- | ------------------------------------ | ----- |
| 6.        | 「Time goes by」       | 細坪基佳  | 細坪基佳  | チト河内                             | 4:53  |
| 7.        | 「おれんぢ ぺこ」      | 山木康世  | 山木康世  | チト河内                             | 3:47  |
| 8.        | 「ガス燈」             | 細坪基佳  | 細坪基佳  | チト河内                             | 4:42  |
| 9.        | 「忘れたくないよ」     | 山木康世  | 山木康世  | チト河内 ストリングスアレンジ:福井峻 | 4:53  |
| 10.       | 「ココナッツ・ムーン」 | 山木康世  | 山木康世  | チト河内                             | 5:10  |
| 合計時間: | 合計時間:              | 合計時間: | 合計時間: | 合計時間:                            | 23:25 |

## 曲解説

### A面
1. 星空のページェント
先行シングル。
2. 木の葉が風に
「ココナッツ・ムーン」のB面（カップリング曲）。
3. 忘れじの春
4. Twilight
5. 汽車は夕陽を

### B面
1. Time goes by
2. おれんぢ ぺこ
3. ガス燈
「星空のページェント」のB面（カップリング曲）。
4. 忘れたくないよ
5. ココナッツ・ムーン
同年の10月22日にシングルカットされた。

## 参加ミュージシャン
- Acoustic Guitar：山木康世・細坪基佳
- Percussion：チト河内・原田裕臣
- Keyboard：富樫春生・篠原信彦・永田一郎・神本宗幸
- Electric Guitar：石間秀機・土方隆行・窪田晴男
- Electric Bass：Bobby Watson・岡沢茂
- Accordion：風間文彦
- Mandolin：笛吹利明
- Saxophone, Clarinet：Jake H. Concepcion
- Frugal Horn：武田和三
- Programming：梅原篤・坂下ヨシマサ・瀬川英史 for Tight Rope